# Höchst im Odenwald
Höchst im Odenwald is een gemeente in de Duitse deelstaat Hessen, en maakt deel uit van de Odenwaldkreis. Höchst im Odenwald telt 10.209 inwoners.

## Plaatsen in de gemeente Höchst im Odenwald
- Annelsbach
- Dusenbach
- Forstel
- Hassenroth im Odenwald
- Hetschbach
- Höchst (hoofdplaats)
- Hummetroth
- Mümling-Grumbach
- Pfirschbach

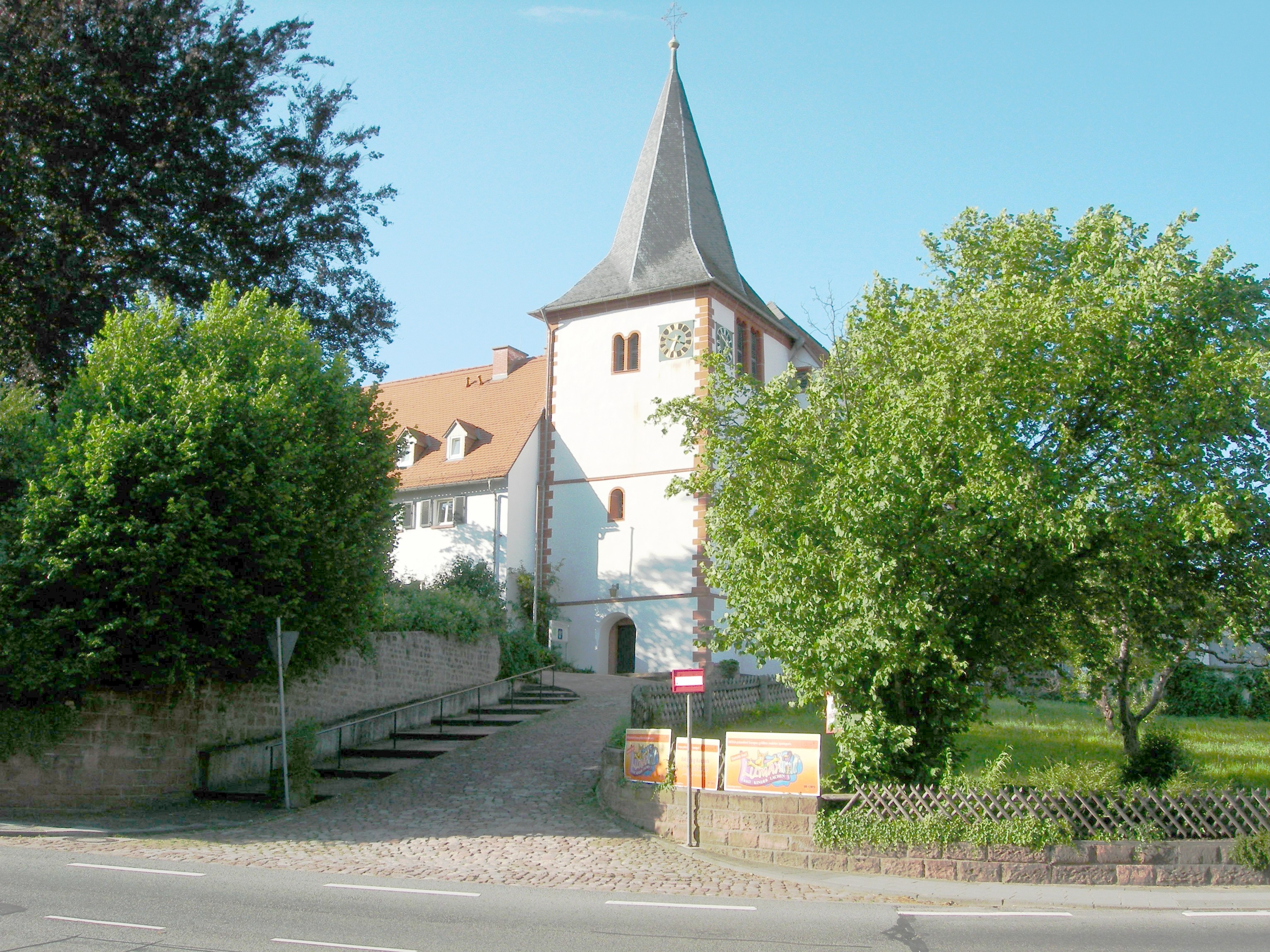
Oude kerk van Höchst im Odenwald
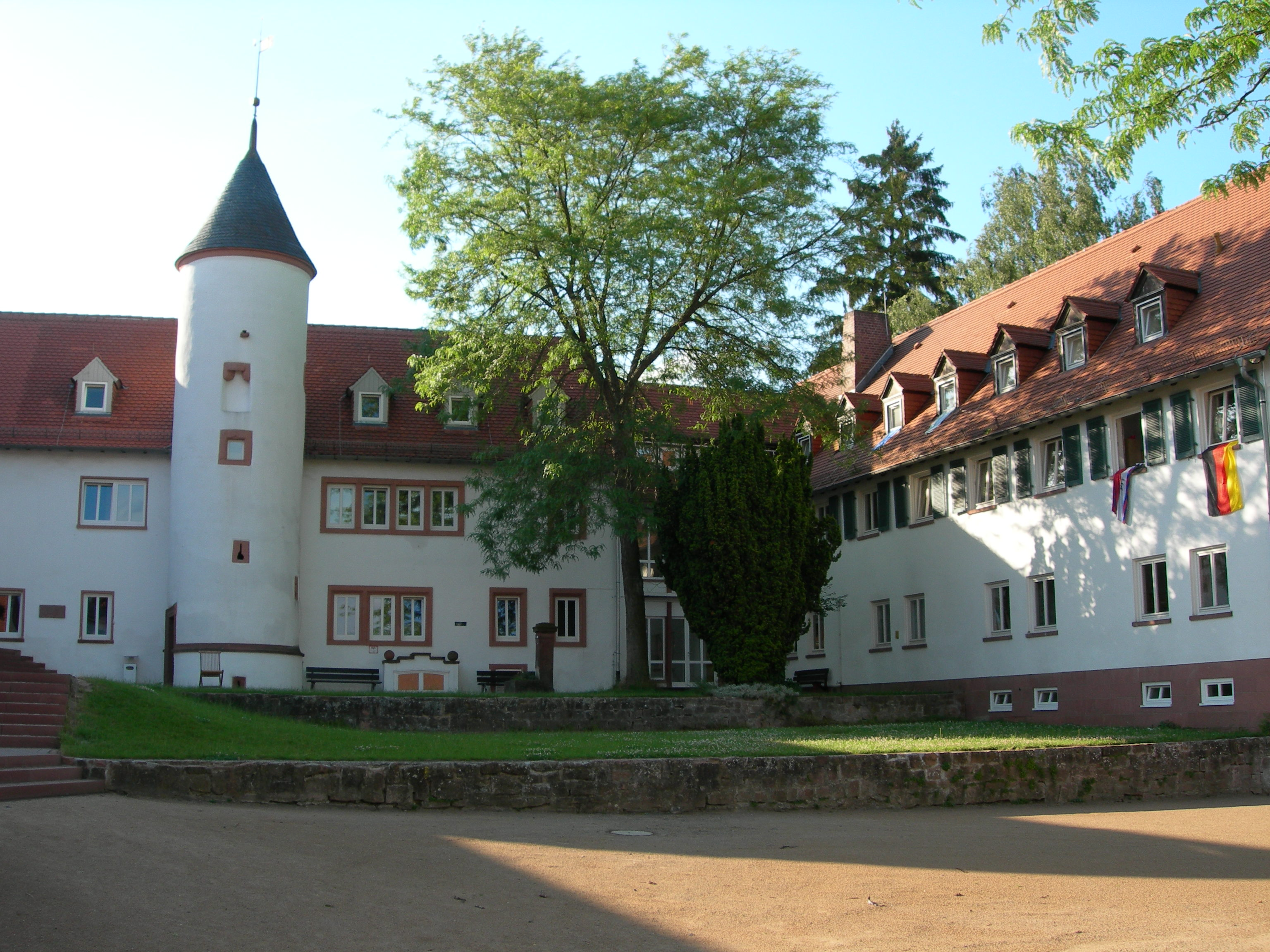
Klooster van Höchst im Odenwald

Bad König · Beerfelden · Brensbach · Breuberg · Brombachtal · Erbach · Fränkisch-Crumbach · Hesseneck · Höchst im Odenwald · Lützelbach · Michelstadt · Mossautal · Reichelsheim · Rothenberg · Sensbachtal